# Herculaneum
Herculaneum (italsky Ercolano) bylo antické město v Kampánii, které zaniklo, stejně jako Pompeje a Stabiae, při výbuchu Vesuvu 24. srpna (nebo 24. října) roku 79 n. l. Podle legendy jej založil mytický řecký hrdina Héraklés (latinsky Hercules). Na jeho místě dnes stojí město Ercolano.

## Historie
První zmínka o městě je z roku 314 př. n. l. (Theofrastos) pod jménem Herakleion. Město založili Řekové, pod jejich vlivem se nalézalo po celé 6. století př. n. l. Herculaneum bylo obehnáno zdí a leželo na ploše 20 ha. Město leželo při silnici, která odpovídala trase budoucí Via Domitiana, z města Neapolis do Pompejí a Stabiae.
V 5. století př. n. l. se město dostalo pod vliv Samnitů. Od roku 307 př. n. l. patřilo Herculaneum do sféry vlivu římské republiky. V okamžiku zániku zde žilo asi 4 tisíce obyvatel. Na rozdíl od Pompejí nešlo v případě Herculanea o město založené na obchodu a řemeslech, bylo spíše sídlem patriciů a vyšší třídy. V roce 62 n. l. bylo město, stejně jako téměř celá Kampánie, zasaženo silným zemětřesením.

### Zánik
Dne 24. srpna (nebo 24. října) asi okolo jedné hodiny odpoledne započala silná erupce pliniovského typu a vznikl mohutný sloupec popela, vynášený do výšky více než 30 km. Kvůli větrům, které ten den vanuly ze severozápadu na jihovýchod, byl hustý sopečný oblak unášen přes Pompeje. Kvůli tomu se město ponořilo do naprosté tmy a zároveň ho zasypával sopečný spad rychlostí asi 15 cm/hod. Díky své poloze bylo Herculaneum během prvních 11 hodin ušetřeno jakýmkoliv vážným účinkům erupce. 
Kolem půlnoci nastala druhá etapa erupce, o čemž svědčí vyvrhování šedé pemzy místo bílé. Do té doby stabilní erupční sloupec se pod svou vlastní vahou celkem 6× zhroutil a rozlil se po svazích do okolí v podobě extrémně nebezpečných pyroklastických proudů a pyroklastických přívalů. Tato lavině podobná žhavá (100–1 000 °C) směs hornin, popela a plynů, pohybující se rychlostí několika set km/h, spálí a zničí vše, co pohltí. Příčinou nestability erupčního sloupce byla jeho příliš vysoká hmotnost a nedostatečné konvekční proudění, které již nebylo schopné vynášet obrovské množství vulkanického materiálu a plynů vysoko do atmosféry. Během erupce Vesuvu vzniklo celkem sedm pyroklastických přívalů (S-1 až S-7) a šest pyroklastických proudů (F-1 až F-6). Svědčí o tom současný stratigrafický průzkum jednotlivých uložených vrstev, včetně dochovaných dopisů Plinia mladšího, který erupci přímo pozoroval. Situace se v okolí Vesuvu zhoršila okolo 7. hodiny ranní, kdy vznikl největší pyroklastický příval S-6. Ten zničil veškeré osídlení v okruhu 10–15 km a při vstupu na moře se bez obtíží začal šířit přes Neapolský záliv až se zastavil druhé straně těsně u ostrohu Misenu. Téhož dne se vulkán postupně uklidnil. 
Všichni obyvatelé Herculanea zemřeli kolem půlnoci při zásahu prvního pyroklastického přívalu (stejná situace v Pompejích nastala kolem půl sedmé ráno, kdy je pohltil čtvrtý příval). Jejich teplota v Herculaneu dosahovala 240–370 °C (jiný zdroj uvádí 500–600 °C). Tyto hodnoty dokládá na místě nalezené zuhelnatělé dřevo. Lidé zde zemřeli během pár sekund na následky tepelného šoku a jejich těla žár intenzivně spálil. Podle odhadů mohlo při výbuchu Vesuvu zemřít dohromady 3,5 tisíc osob (jiné prameny hovoří dokonce až o 16 tisících obětech), ačkoliv doposud bylo objeveno jen 1 500 těl. Přesný počet mrtvých není znám. V obou dvou římských městech mohlo žít dohromady až 30 tisíc lidí. Jelikož se přes Herculaneum přehnala všechna žhavá mračna, na konci erupce skončilo pod 23 metrů tlustou vrstvou pyroklastických depozitů (v Pompejích 6 m). Vzhledem k typu sopečné erupce neproběhla tvorba lávových proudů a tudíž žádné z římských měst jimi nemohlo být zalito. Vědci na základě získaných dat určili, že erupce vyvrhla 1 až 4,4 km³ popela a pemzy, což na indexu vulkanické aktivity odpovídá stupni VEI 5. Masivní přísun vulkanického materiálu se podepsal na místní topografii. Pozměnil tok řeky Sarno a zároveň rozšířil pobřeží. Vykopávky Herculanea, původně ležícího na břehu moře, se dnes nachází pět set metrů ve vnitrozemí. 
Po události nebyly Pompeje ani Herculaneum nikdy obnoveny, ačkoliv proběhly záchranné práce a taktéž rabování. V průběhu času se na města postupně zapomnělo a jejich ruiny zůstaly pohřbeny na nadcházejících 16. staletí.

### Vykopávky

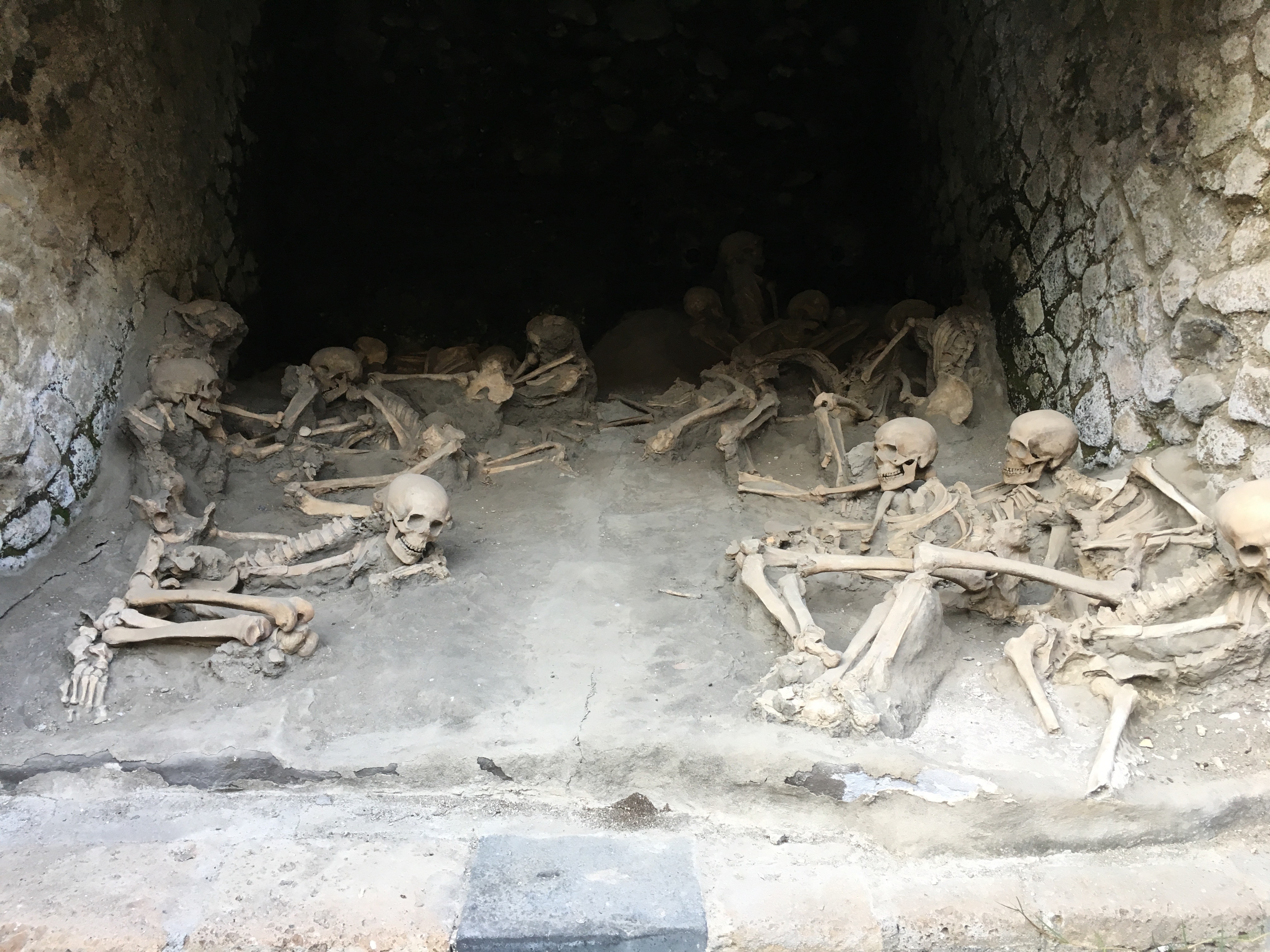
Kostry obětí.

Herculaneum bylo znovu objeveno v 18. století díky nálezům kosterních pozůstatků. Archeologické výzkumy zde odhalily množství domů bohatých obyvatel, dvoje lázně, baziliku, několik chrámů a divadlo. Zachováno zůstalo mnohem více objektů než v nedalekých Pompejích. Vrstva pyroklastických depozitů se během staletí zkonsolidovala a ztvrdla, tudíž archeologické práce jsou mnohem obtížnější než v blízkých Pompejích, kde se naopak vyskytuje měkčí vrstva pemzy, strusky a popela. Sopečný materiál ruiny měst dobře zakonzervoval, včetně materiálů, které by se jinak nedochovaly (např. dřevo, 2 tisíce svitků papyru, atd.). Vykopávky probíhaly ve třech hlavních vlnách: první vlna v letech 1738–1766, druhá potom v letech 1828–1855, při níž byly použity modernější metody, a třetí v letech 1869–1875, ta však přinesla pouze mizivé výsledky. Od roku 1927 byly vykopávky obnoveny a pokračují dodnes, ovšem se značnými omezeními – nad zavaleným Herculaneem se rozkládá moderní Ercolano a tak jsou kopány tunely.

### Kosterní pozůstatky
Nalezeny byly kosterní pozůstatky zhruba 300 lidí, především u mořského pobřeží v tzv. Domě lodí. Předpokládá se, že většina obyvatel města dokázala včas utéct. Zbytek zůstal a pravděpodobně čekal u moře na odvoz lodí. Nalezené ostatky a jiné materiály dokládají působení extrémních teplot, dosahující okolo 240–370 °C (jiný zdroj uvádí 500–600 °C). To vedlo k okamžité smrti osob a frakturám lebek, čelistí a zubů.

## Nejvýznamnější objekty

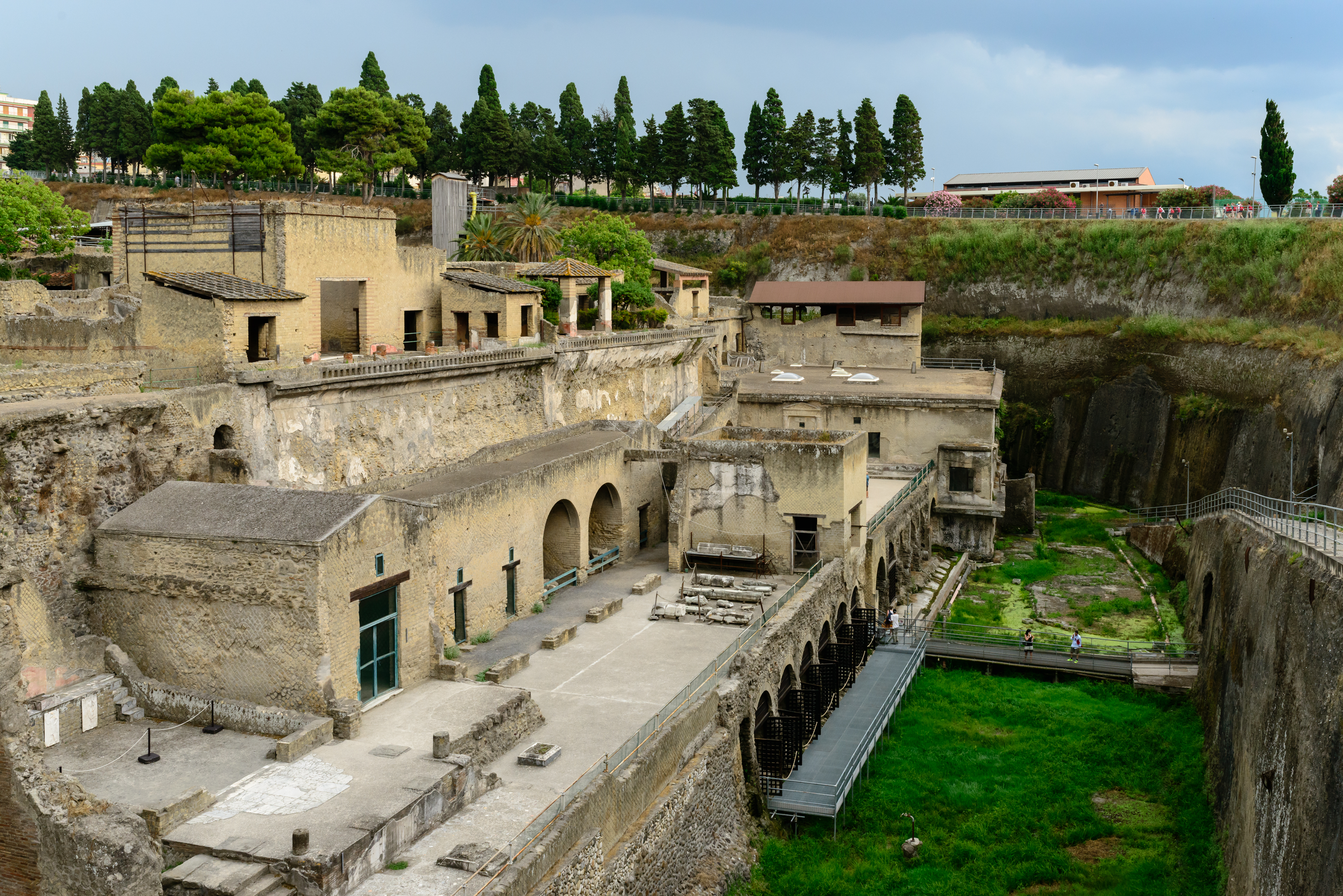
Pohled na vykopávky Herculanea

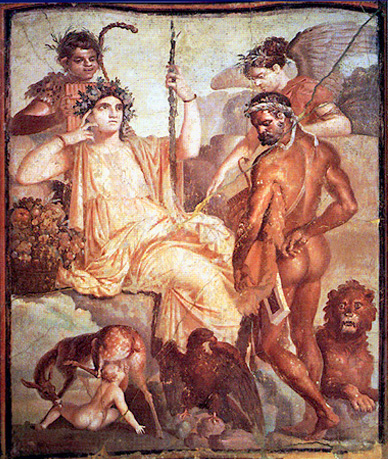
Herkules a Telefus, freska v Augusteu (též zvané Bazilika)

Vstup na archeologické naleziště je z Corsa Ercolano. Za vstupem začíná viadukt, který na celou lokalitu nabízí výhled. Dále návštěvník musí sestoupit do dvanáct metrů hluboké prohlubně, ve které je možné si antické město prohlédnout. Protože budovy v Herculaneu neponičil propad střech a pater vlivem intenzivního sopečného spadu, což se týkalo Pompejí, leckde se zachovalo i druhé podlaží. V některých domech se dochovaly i původní střešní tašky, trámy, nábytek a věci osobní potřeby. Stranou hlavního areálu leží divadlo, které mohlo pojmout až dva tisíce diváků. Odkrývání divadla postupuje velmi pomalu, leží totiž 26 metrů pod úrovní terénu.
- Dům koster – pojmenovaný podle kosterních pozůstatků, které zde byly nalezeny. Budova má zastřešené atrium, klenutou kreslírnu a na zdech malby se zahradní tematikou.
- Dům s mozaikovým atriem – tvoří jej dvě budovy a pojmenovaný je podle čtvercové mozaiky, která pokrývá podlahu atria. Dochovaly se v něm zbytky dřevěného portika.
- Samnitský dům pochází ze samnitské éry v 2. století př. n. l. Přízemí sestává z haly zdobené nepravým mramorem a sloupové galerie. Freska znázorňuje únos Europy.
- Městské lázně postavené v roce 10 n. l. byly rozděleny do mužské a ženské sekce. Mužská sekce je větší a bohatěji zdobená, nalezneme v ní i tělocvičnu, ženská sekce je sice menší, zato lépe dochovaná.
- Priapova vila, zdobená freskami a mozaikami, s kostrou koně
- Dům s drahokamem, nazvaný podle nálezu kameje z Claudiovy doby
- Dům s laní z let 48–68 n. l. má zdi atria zdobeny mramorem, stejně jako podlahy. V domě byla nalezena socha Laň napadená psy. V zahradě se nachází freska zobrazující Kupida při hře.
- Předměstské lázně z druhé poloviny 1. století
- Trellisův dům – typický příklad domu, který sloužil pro levné ubytování více rodin. Dochovaly se v něm dřevěné laťové podlahy a zdobené omítky.
- Vila papyrů, objevená v letech 1738–1766, nalezena v ní byla knihovna s papyrovými svitky, jejichž hlavním tématem jsou filosofická pojednání. Svitky jsou dnes k vidění v Národní knihovně v Neapoli. Vstup do vily je zdobený kolonádou vedoucí k moři. Za ní se nachází atrium s jedenácti soškami. V zahradě bylo nalezeno několik bronzových soch, dnes umístěných v Archeologickém muzeu v Neapoli. Vila je přístupná samostatně, nalézá se mimo hlavní oblast vykopávek.
- Fórum se nachází na severním okraji vykopávek. Na jeho levé straně stojí zbytky portiku baziliky a vítězného oblouku.

## Galerie

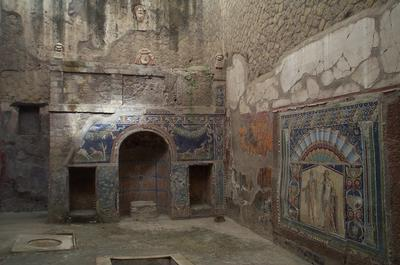
Vnitřek budovy Casa di Nettuno e Amphitrite, Nr.22
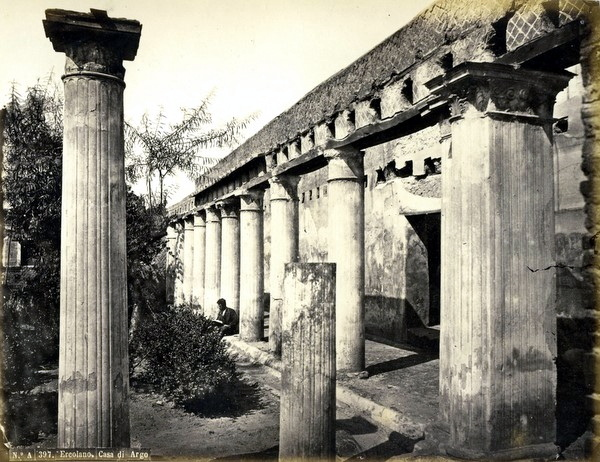
Roberto Rive: Herculaneum
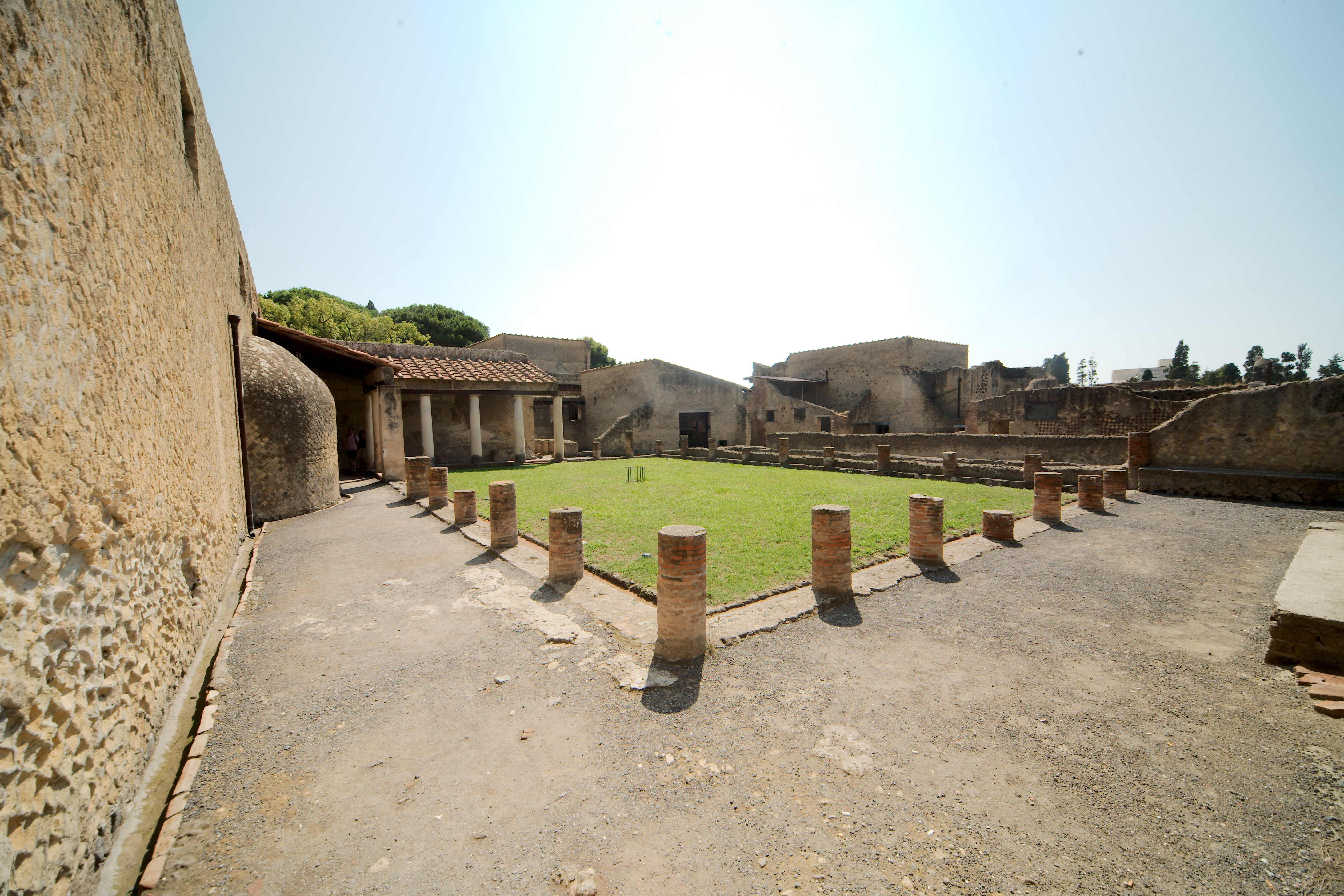
Městské lázně
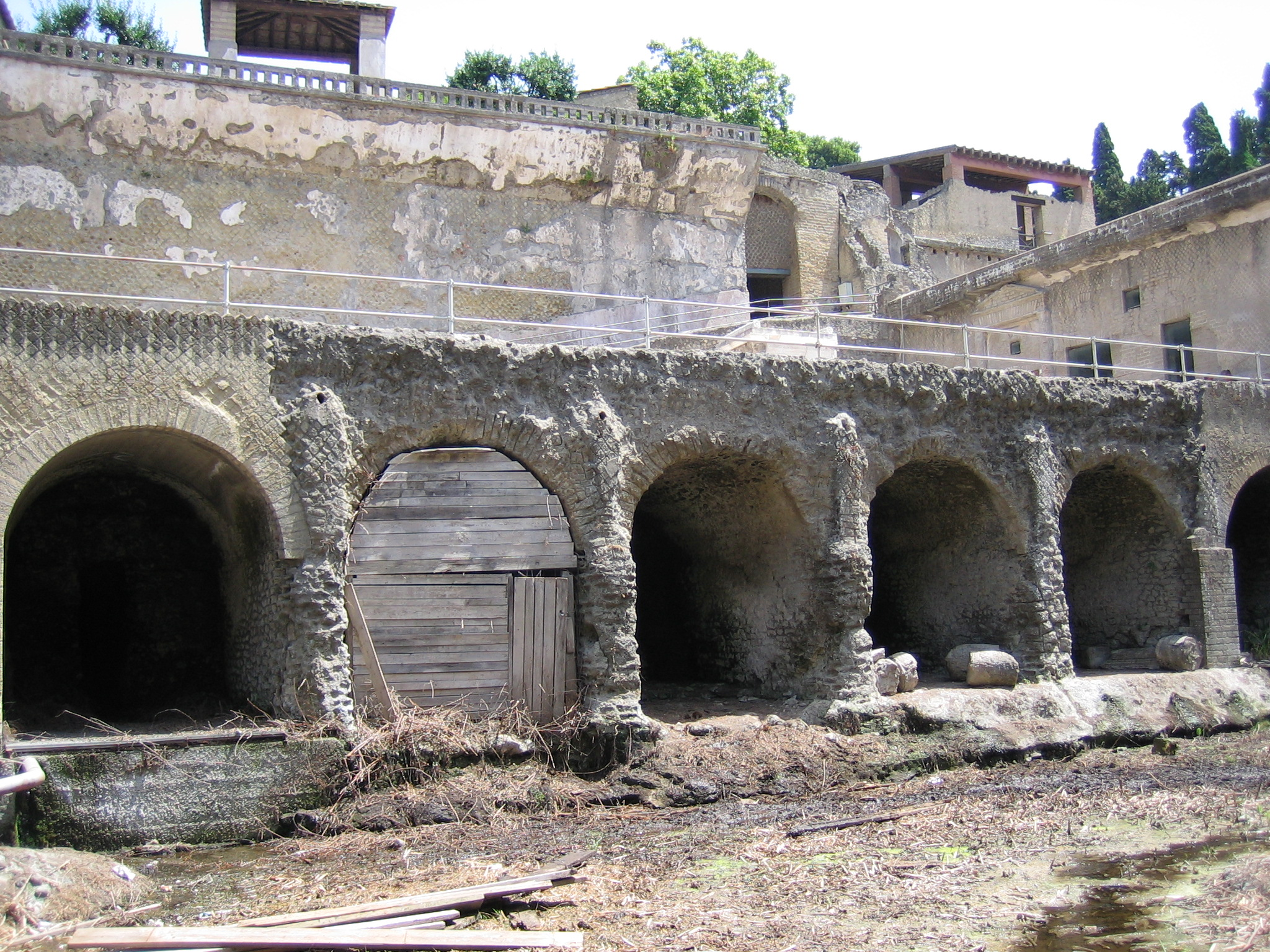
Dům lodí, kde bylo nalezeno větší množství obětí
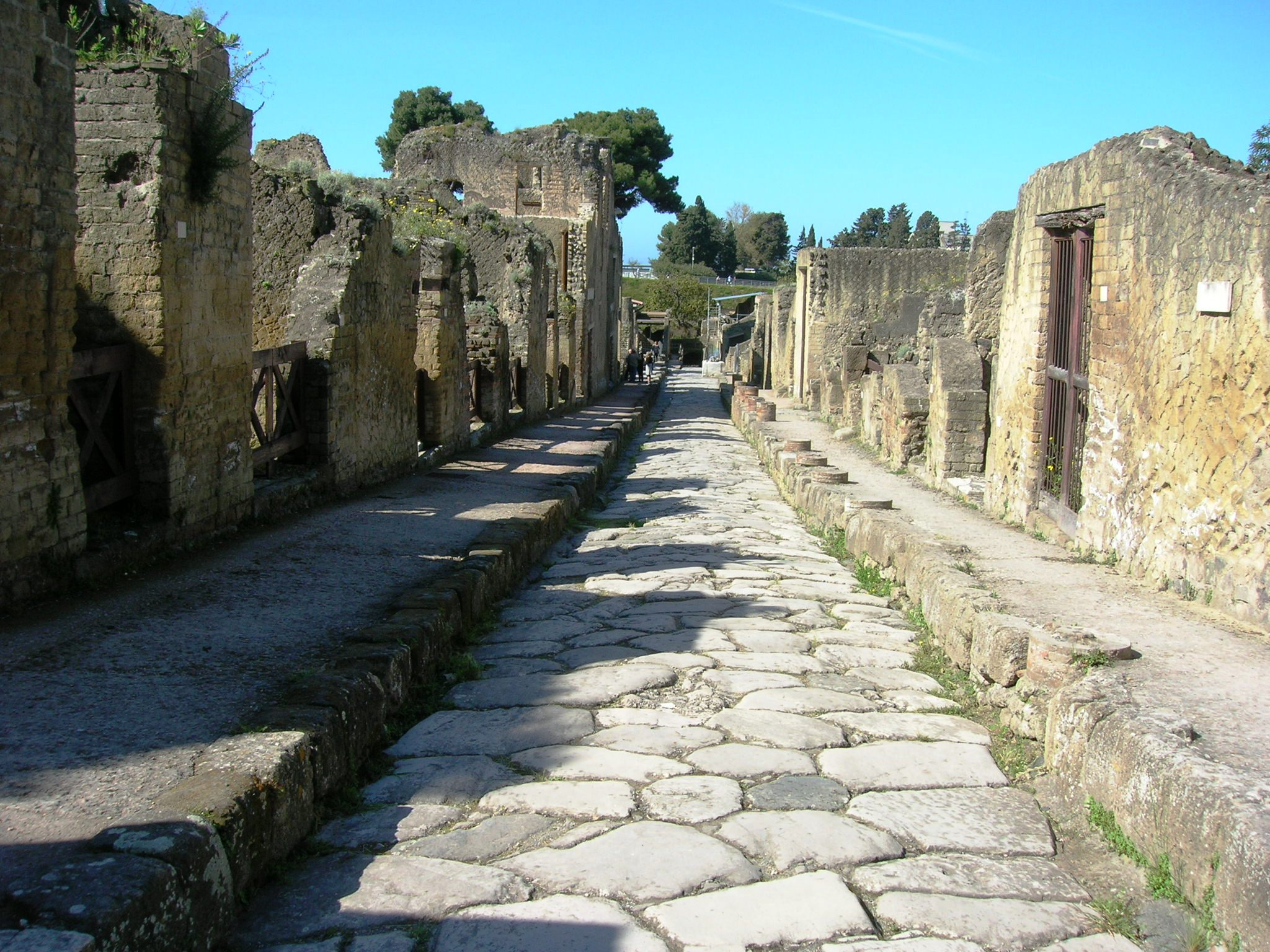
Cardo V
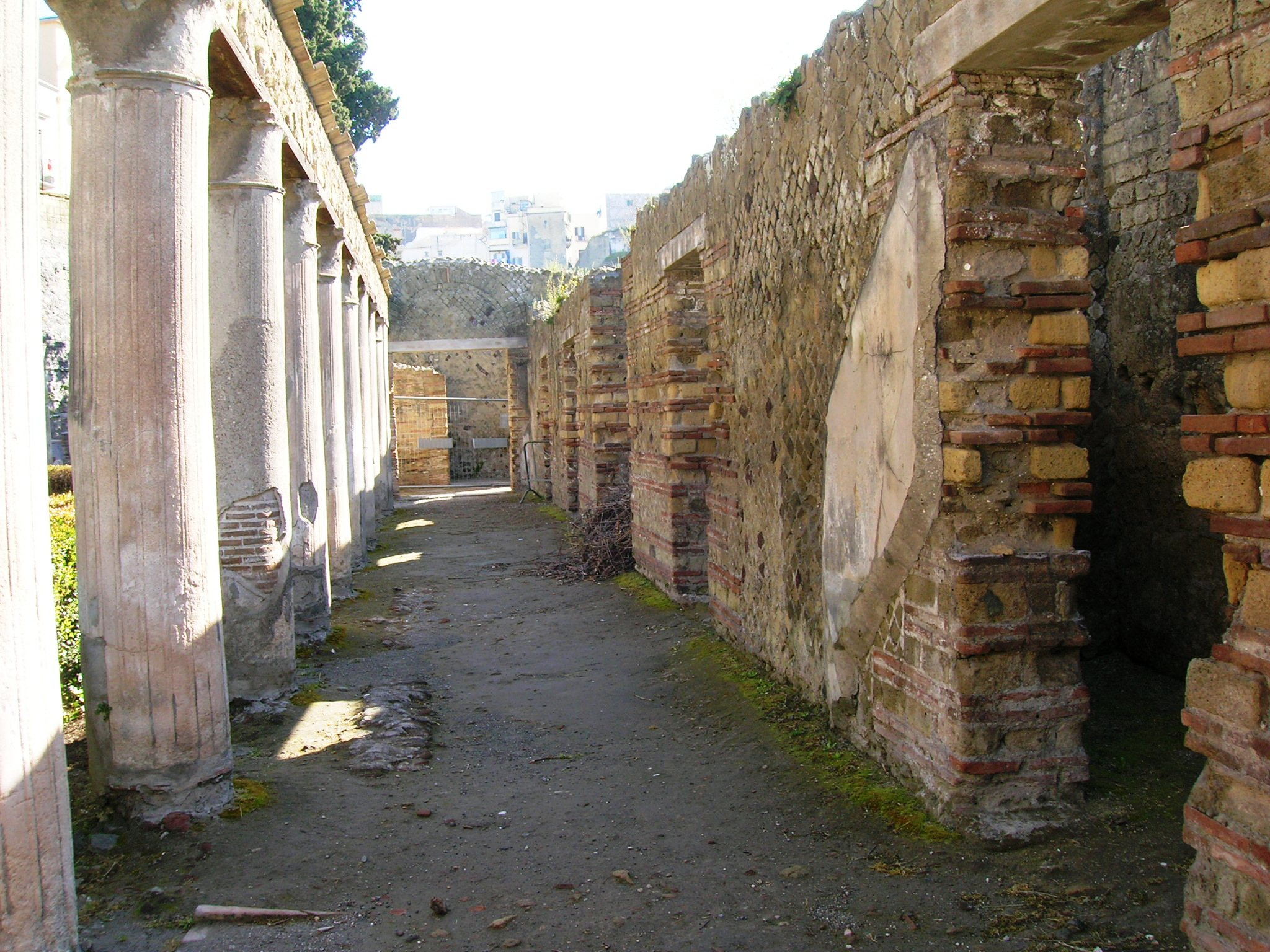
Sloupořadí v domě Argos
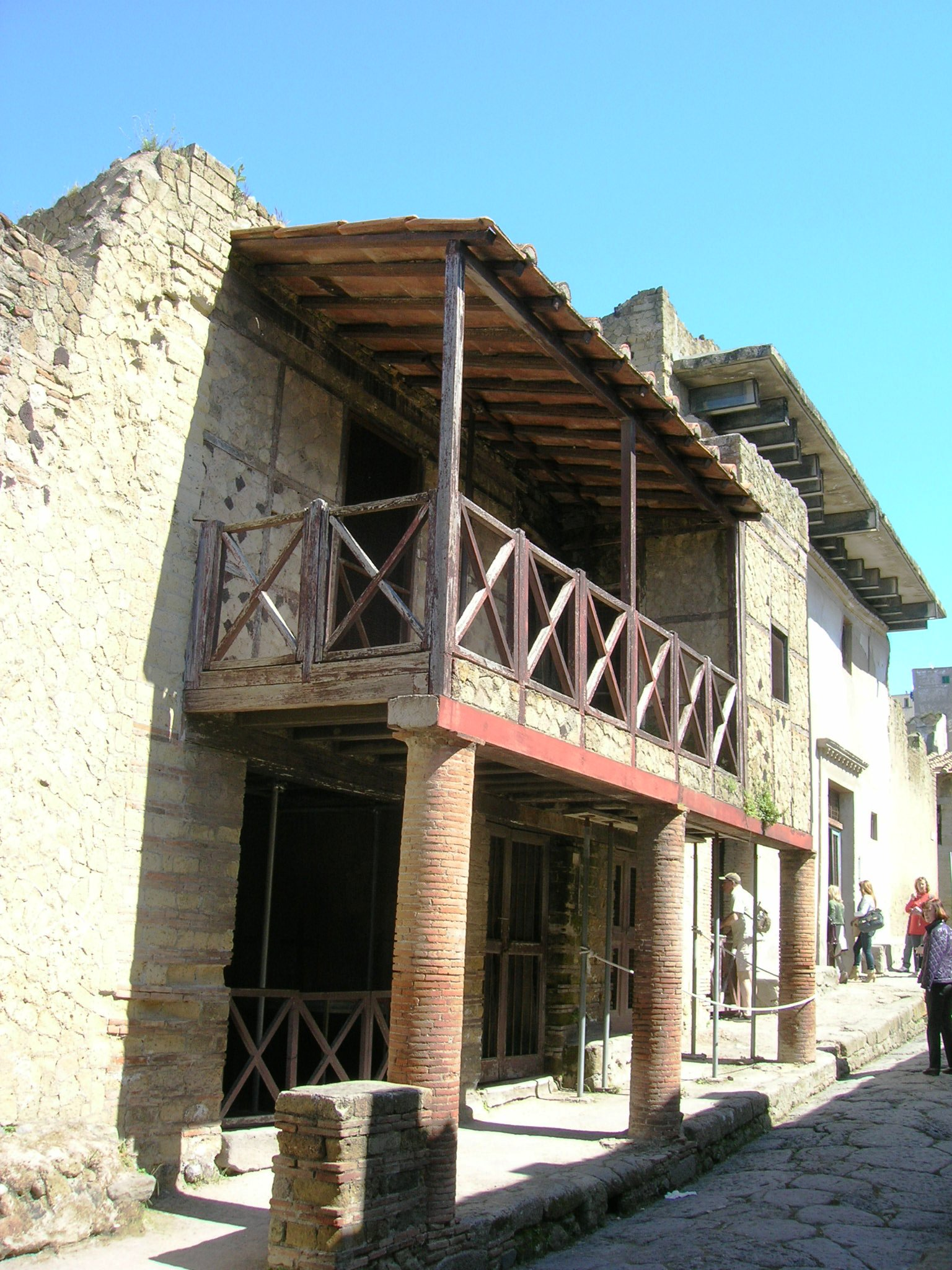
Balkon hrázděného domu